# Oliarus nanyukii
Oliarus nanyukii är en insektsart som beskrevs av Van Stalle 1987. Oliarus nanyukii ingår i släktet Oliarus och familjen kilstritar. Inga underarter finns listade i Catalogue of Life.